# Honfleur
Honfleur je pristaniško naselje in občina v severozahodnem francoskem departmaju Calvados regije Spodnje Normandije. Leta 2006 je naselje imelo 8.177 prebivalcev.

## Geografija
Kraj se nahaja v pokrajini Auge (Normandija) ob izlivu reke Sene v Rokavski preliv (nasproti Le Havra).

## Uprava
Honfleur je sedež istoimenskega kantona, v katerega so poleg njegove vključene še občine Ablon, Barneville-la-Bertran, Cricquebœuf, Équemauville, Fourneville, Genneville, Gonneville-sur-Honfleur, Pennedepie, Quetteville, La Rivière-Saint-Sauveur, Saint-Gatien-des-Bois in Le Theil-en-Auge s 16.715 prebivalci.
Kanton Honfleur je sestavni del okrožja Lisieux. Prebivalstvo se je gibalo med 8000 in 9000 od leta 1793 in je imel leta 2006 (po INSEE according to INSEE) 8177 prebivalcev, ki se imenujejo Honfleurais.

## Zgodovina
Naselbina se prvikrat omenja v viru normanskega vojvoda Riharda III. iz leta 1027. V sredini 12. stoletja je Honfleur predstavljal pomembno vmesno trgovsko postajo med Rouenom in Anglijo. Med stoletno vojno ga je dvakrat zasedla angleška vojska, leta 1357 in v letih 1419-1450. V začetku 16. stoletja je postal pomembno izhodišče prekomorskih odprav: 1503 de Gonnevilla na obale Brazilije, 1506 Jeana Denisa na otoke Nove Fundlandije in ustje Reke svetega Lovrenca, 1608 ekspedicija de Champlaina, ustanovitelja mesta Quebec. V tem času je postal tudi eno od petih glavnih pristanišč trgovine s sužnji v Franciji. Njegov zaton se je začel konec 18. stoletja z vojnami francoske revolucije in Prvega Francoskega cesarstva ter preselitvijo trgovskega pristanišča v Le Havre.
V 19. stoletju je v kraju delovala slikarska šola école de Honfleur. V njej so delovali poleg drugih tudi Gustave Courbet, Eugène Boudin, Claude Monet in Johan Jongkind, ki so prispevali k nastanku impresionističnega gibanja.

## Zanimivosti

### Cerkev sv. Katarine Aleksandrijske
Cerkev je posvečena sv. Katarini iz Aleksandrije, kot je razvidno iz lesene skulpture nad verando zvonika, ki ločuje dve cerkveni ladji. V roki drži kolo in meč. Prva ladja je najstarejši del stavbe, ki datira v drugo polovico 15. stoletja, zgrajena takoj po stoletni vojni. Zgrajena je bila po vzoru na tržnico, z uporabo ladjedelniške tehnike, ki daje vtis narobe navzdol obrnjenega ladijskega trupa. Zvonik je bil zgrajen na razdalji, ki onemogoča da bi zgorel v primeru požara. Dejansko pa zvonik prestreza strele zaradi svoje višine in položaja na hribu. V 16. stoletju, je bila dodana druga ladja, katere obok je bil lesen, kot oboki skromnih gotskih cerkva. Ta drugi del je bil precej vsestranski, in ni videti kot ladijski trup. Kasneje so dodali kapele v obeh ladjah. Cerkev je v celoti lesena.
Slavni "Axe mojstri" iz mestne ladjedelnice so ustvaril to lepo stavbo brez uporabe žage, prav tako kot njihovi normanski predniki (ki jih je mogoče videti v akciji v tapiseriji iz Bayeuxa).
Žarki, ki se uporabljajo za ustvarjanje stebrov ladje in stranskih sten so neenake dolžine, ker ni bilo dovolj hrastov enako dolgih za gradnjo. Nekateri imajo oporo iz kamna raznih višin, nekateri te opore nimajo. Cerkev je delno prekrita s kostanjevimi skodlami, ki se v lokalnem narečju imenujejo essentes.
Neonormanska veranda je bila zgrajena po vzoru podeželskih normandijskih cerkva na začetku 20. stoletja in je nadomestila monumentalno vežo v neoklasicističnem slogu iz dvajsetega stoletja.
Treba je omeniti, da klasične orgle prihajajo iz župnije St. Vincent iz Rouena, renesančni balkon je okrašen z glasbeniki. Vitraji iz 19. stoletja krasijo okna na vzhodnem koru.
Stavba nima transepta, stranske stene kapele so enolično okrašene s kipi zadnjih svetnikov, vključno z dvema lokalnima: Saint Marcouf in Sainte Thérèse de Lisieux.

### Drugo
- cerkev sv. Štefana (Église Saint-Étienne ), stara župnijska cerkev v gotskem slogu, ki datira v delu v 14. in 15. stoletju. Je najstarejša v mestu. Izdelana je iz apnenca in caenskega kamna, saj se mesto Honfleur nahaja na meji teh dveh apnenčastih kamnin. Zvonik je pokrit s skodlami iz kostanjevega lesa. Danes je zraven Pomorski muzej.
- cerkev sv. Leonarda (Église Saint-Léonard ) s fasado v razposajenem gotskem slogu. Preostali del stavbe je bil obnovljena v 17. in 18. stoletju, kar pojasnjuje nenavadno obliko zvonika, ki predstavlja nekakšno kupolo.
- muzeja Eugèna Boudina, Erika Satieja, muzej stari Honfleur, pomorski muzej.

- Cerkev sv. Katarine Aleksandrijske
- Zvonik cerkve sv. Katarine
- Zvonik z uro cerkve sv. Katarine
- Kmetija Saint-Siméon, ki so jo radi slikali slikarji
- Hiša Satie
- Stari pomol v Honfleurju

## Osebnosti
- Erik Satie, francoski skladatelj in pianist (1866-1925).

## Partnerska mesta
Honfleur je pobraten z:
- Sandwich (Kent),  Anglija[5][6]
- Wörth am Main, Nemčija[5][mrtva povezava]

in partnersko mesto z:
- Honfleur, Quebec, Kanada
- Onomichi (Hirošima), Japonska